# St. Annen (Eisleben)

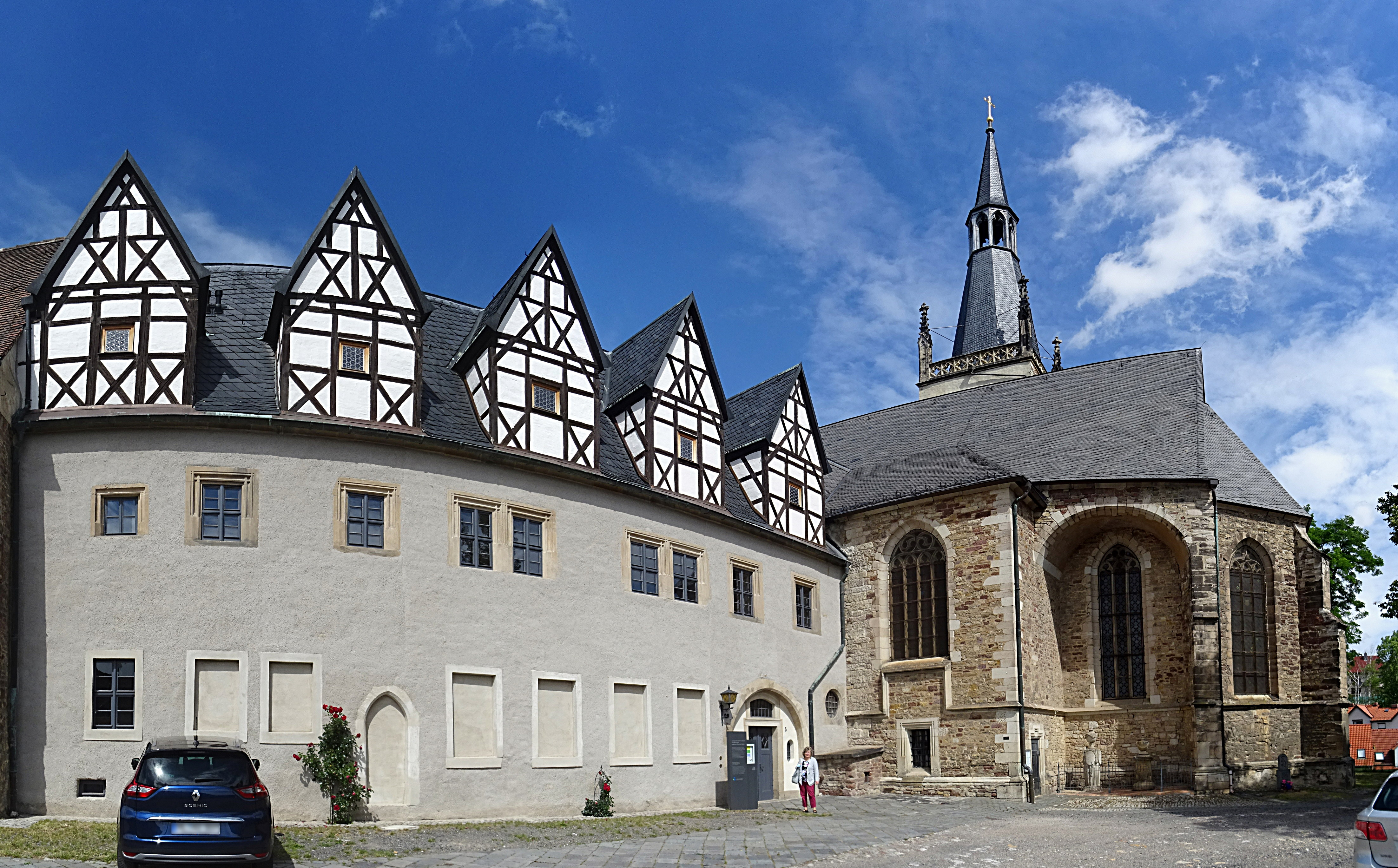
Augustiner-Eremiten-Kloster und Annenkirche 2020

Die Kirche St. Annen ist die alte Bergmannskirche der Neustadt Eisleben und befindet sich auf einer Anhöhe der Lutherstadt Eisleben im Landkreis Mansfeld-Südharz. Kurz nach ihrer Gründung im Jahr 1513 wurde die Annenkirche die erste evangelische Pfarrkirche im Mansfelder Land. Seit 2019 gehört St. Annen mit den Kirchengemeinden ANP Eisleben, Bischofrode, Helfta und Volkstedt zum Pfarrbereich Eisleben I (KGV Lutherstadt Eisleben). Zu ihren bedeutendsten Kunstschätzen zählen der spätgotische Flügelaltar, die Sandsteinbrüstung des Chorgestühls aus der Renaissance, die als Steinbilderbibel bezeichnet wird, und die aus derselben Stilepoche stammende reich verzierte Kanzel.

## Geschichte

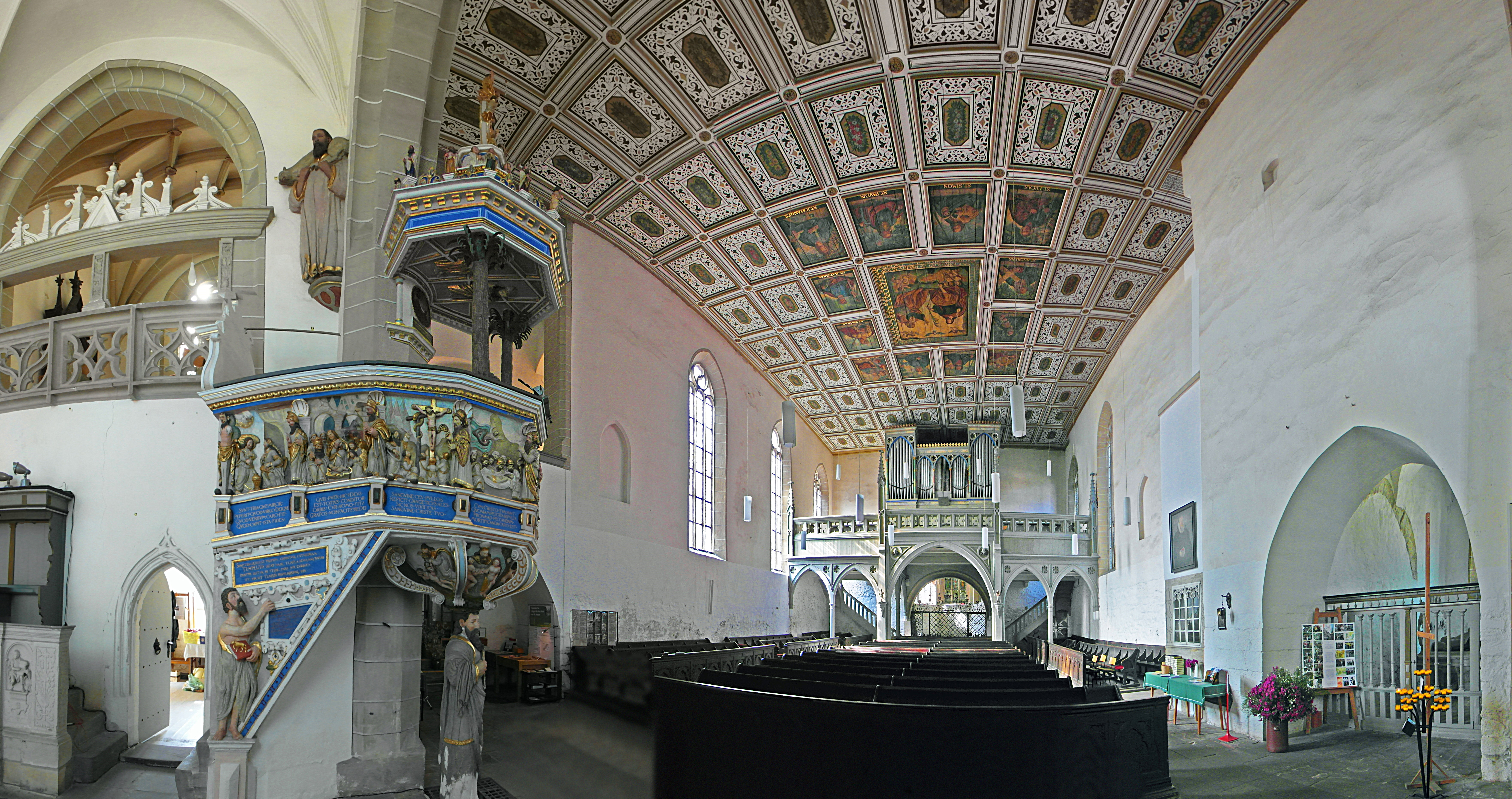
Blick vom Ostchor ins Kirchenschiff

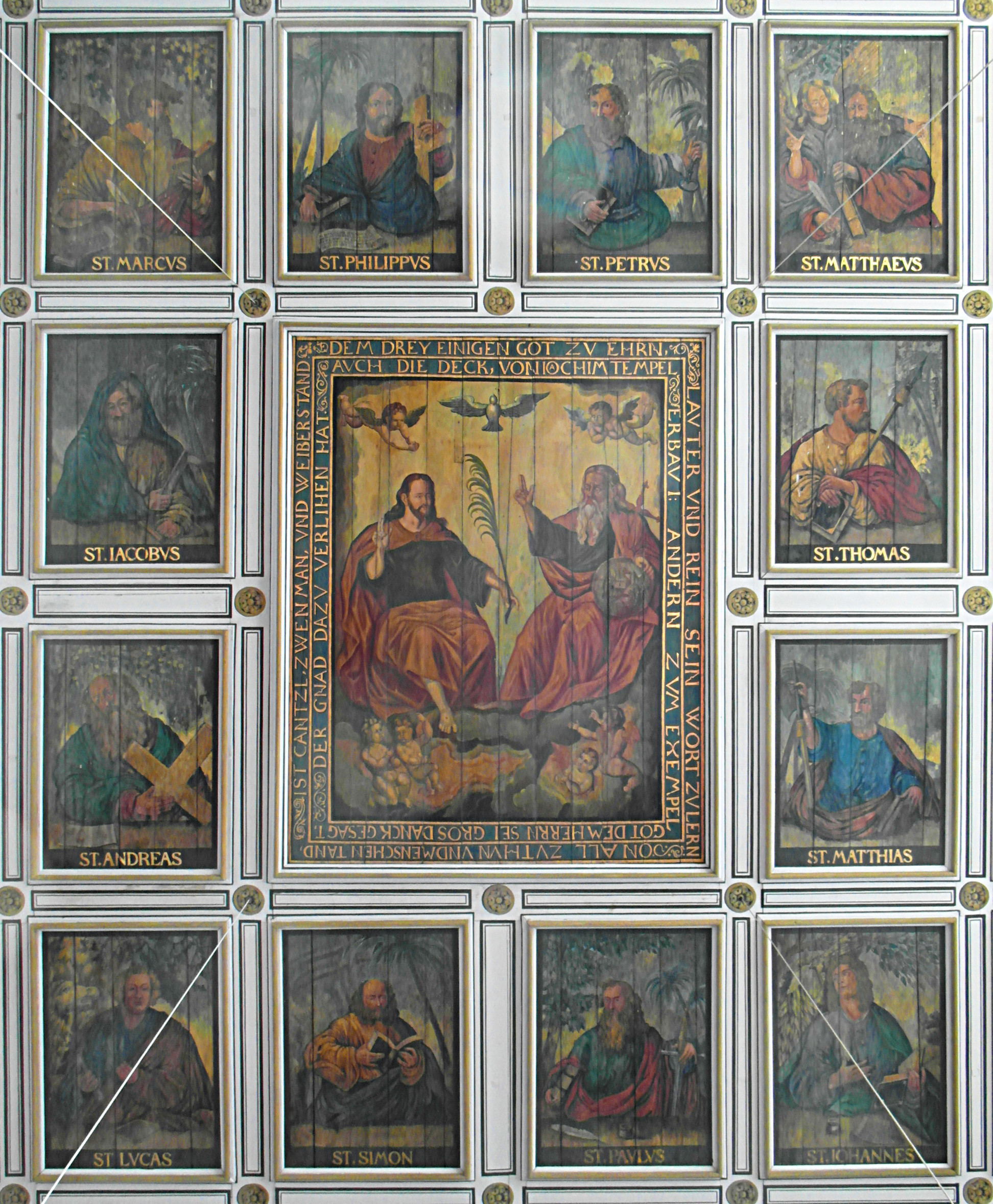
Kassettendecke von 1608 (Detail)

Anfang des 16. Jahrhunderts erlebte der Mansfelder Bergbau eine Blütezeit. Insbesondere der „Eißlbische Berg“ war so ergiebig, dass sich Graf Albrecht IV. veranlasst sah, Bergleute aus anderen Gebieten sesshaft zu machen. Um ihnen eine Heimstatt zu geben, gründete er 1511 die Neustadt Eisleben. Seine Stadt wuchs zu einer ausgesprochenen Bergarbeiterstadt heran und hatte um 1550 schon über 300 Häuser mit ca. 1500 Einwohnern. Graf Albrecht ließ ihnen ab 1513 eine eigene Kirche erbauen. Zunächst wurde der spätgotische Ostchor mit Sakristei und so genannter Fürstenempore fertiggestellt und am 13. Januar 1516 von Albrecht von Brandenburg, Erzbischof zu Magdeburg, geweiht. Zeitgleich mit dem Bau der Kirche ließ Graf Albrecht auch das Augustinereremiten-Kloster errichten, dessen Bausubstanz bis heute erhalten geblieben ist.
Martin Luther war ab 1515 Distriktsvikar der sächsischen Reformkongregation der Augustinereremiten. Er hatte 11 Klöster im mitteldeutschen Raum zu beaufsichtigen, darunter auch das Kloster St. Annen in Eisleben, das er 1515 und 1516 besuchte. 1520 nahm er dort am Generalkonvent der Augustiner teil. Unter seinem Einfluss wurde die Annenkirche die erste evangelische Pfarrkirche in der Grafschaft Mansfeld. Von hier ging ab 1518 unter Caspar Güttel die Reformation in Eisleben aus. Der Klosterbetrieb selbst wurde im Zuge der Reformation 1522/23 wieder aufgelöst. Sie hatte das Kloster überflüssig gemacht und 1523 verließen die meisten Mönche das erst 1515 gestiftete Kloster. Das Kirchengebäude blieb fast 70 Jahre unvollendet.
Durch den Einfluss der Gräfin Margareta von Mansfeld-Hinterort (1534–1596) wurde an der Kirche in den Jahren von 1585 bis 1608 weitergebaut. An den spätgotischen Chor wurde ein Langhaus mit Flachdecke im Stil der Nachgotik angebaut. 1586 erhielt der Ostchor ein Netzgewölbe, am 20. November fand eine vorläufige Weihe der Kirche statt. Bis 1588 wurde der Westchor errichtet. Im Jahr 1590 war der Nordturm fertig, bekrönt mit einer achteckigen Renaissancehaube. Gräfin Margareta erwarb sich neben den Verdiensten der Fertigstellung der Annenkirche auch hohe Anerkennung bei der Gestaltung der Neustadt. Der Bau einer Schule und des Neustädter Rathauses gehen auf ihre Initiative zurück.
Eine umfangreiche historisierende Instandsetzung der Kirche fand zwischen 1846 und 1856 statt. Sie wollte den gotischen Charakter der Kirche betonen. Der Westgiebel des Langhauses wurde neugotisch verändert. Im Innern wurden die Renaissanceemporen auf der Nord- und Südseite des Langhauses entfernt und im Westen eine neugotische Empore angebracht. Im Jahr 1852 wurde die Renaissancehaube des Turmes durch eine neogotische Turmspitze ersetzt. 1888 gab man den spätgotischen Flügelaltar an ein Museum ab. Ende des 19. Jahrhunderts geriet die Standfestigkeit der Kirche durch Auslaugungen im Untergrund in Gefahr. Um 1893 kam es zu vielen Gebäudeschäden durch Erdsenkungen. In der Nacht zum 13. November registrierte man in Eisleben vier kurz aufeinander folgende Erdstöße, welche erhebliche Sachschäden unter anderem am Neustädter Rathaus verursachten. Auch an der Annenkirche wurden Risse in Chorraum und Kirchenschiff sichtbar. Die Senkungserscheinungen und Gebäudeschäden nahmen weiter zu. 1895 drohte die Sperrung, bis 1902 Maßnahmen zur Behebung der Schäden eingeleitet wurden.
Bei umfangreichen Sanierungen in den Jahren von 1906 bis 1910 wurden nicht nur die Bauschäden beseitigt, sondern auch die Elemente der Renaissance wieder in den Vordergrund gestellt. Kanzel und Kruzifix wurden restauriert. Die Kassettendecke wurde 1909 erneuert, die Ostchorfenster wurden nach einem Entwurf von Max Kutschmann farbig neu verglast, nachdem die sechs Frührenaissance-Glasfenster von 1514 restauriert und in zwei Fenster der südlichen Langhauswand eingesetzt worden waren. Das Fenster des Stadt- und Kirchengründers Albrecht IV. hatte seinen Platz ursprünglich über dem Altar. 1920 holte man den Flügelaltar in die Kirche zurück.
Weitere Instandsetzungen gab es in den Jahren 1953, 1957, 1966, 1972–1977 und 1982. Zwischen 1988 und 1998 wurde die Kassettendecke restauriert, 1996–2000 der Nordturm. Weitere Sicherungsmaßnahmen fanden zwischen 2002 und 2013 statt. In den Jahren 2005 und 2009 wurden die Baumaßnahmen von St. Annen von der Stiftung KiBa gefördert. Im Jahr 2009 wurde die Dachsanierung abgeschlossen.

## Architektur

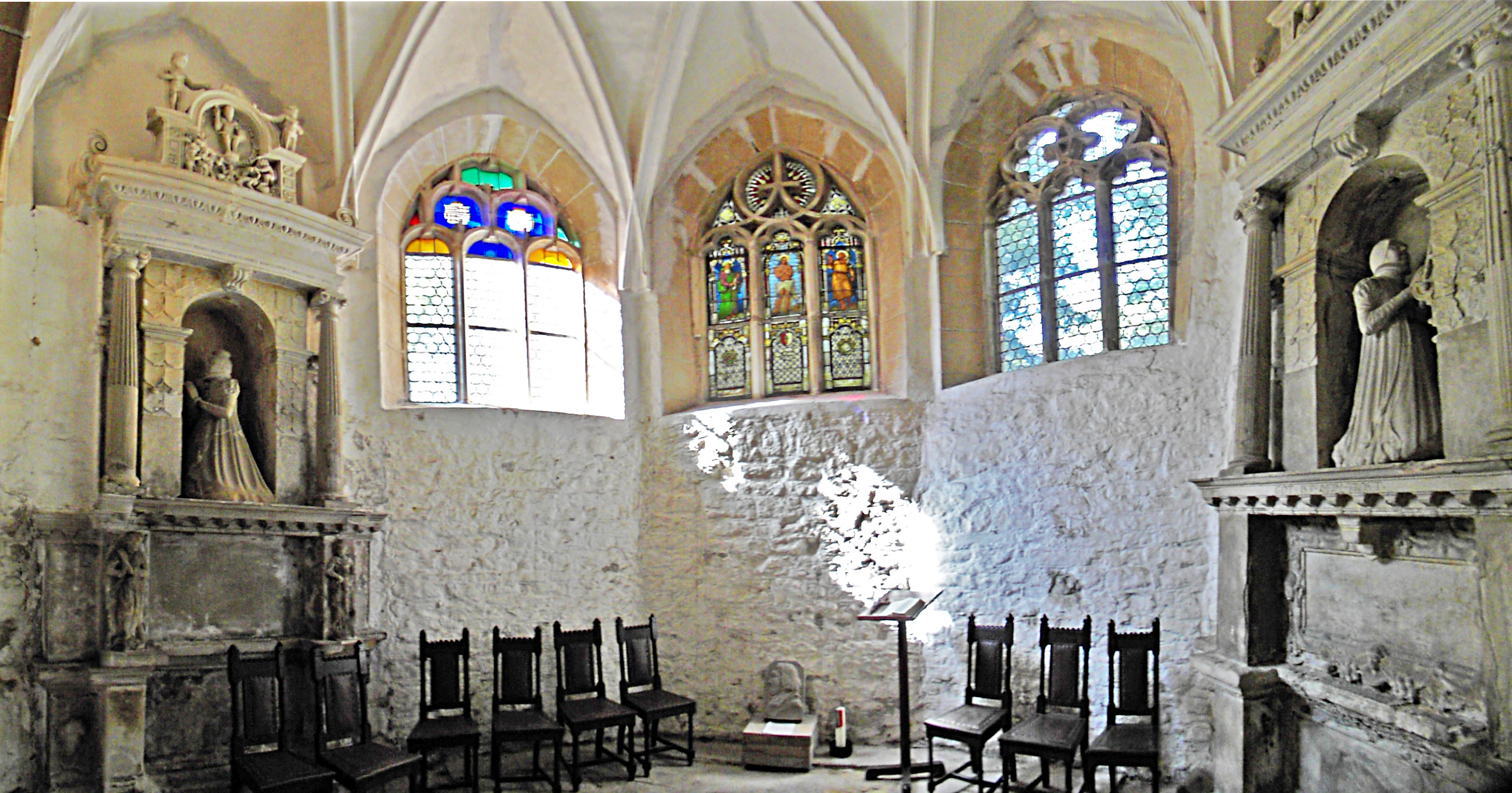
Der Westchor

St. Annen ist eine Saalkirche mit einem Ost- und einem Westchor und einem fünfgeschossigen Turm mit spitzbogigen Maßwerkfenstern, der an die Nordwand des Langhauses an der Grenze zum Chor angebaut ist. Der eingezogene zweiachsige Ostchor ist dreiseitig, der kleinere Westchor polygonal geschlossen. Beide Chöre, wie auch das Langhaus, werden von Strebepfeilern gestützt und besitzen dreiteilige Maßwerkfenster. An der Südwand des Ostchores ist ein zweigeschossiger Bau errichtet, der im Erdgeschoss die kreuzrippengewölbte Sakristei beherbergt und im Obergeschoss die mit einem Netzgewölbe versehene Fürstenempore. Letztere wird von Süden durch ein großes vierteiliges Maßwerkfenster belichtet, das mit Glasmalereien von Rudolf und Otto Linnemann aus dem Jahr 1909 geschmückt ist. Dargestellt sind Martin Luther und Martin Rinckart als Kirchenlieddichter. Vom Chor ist die Empore mit einer Brüstung aus spätgotischen Maßwerkfeldern abgegrenzt. Der Turm reicht etwas ins Langhaus hinein und ist mit ihm durch einen breiten Spitzbogen verbunden. Das kreuzgratgewölbte Erdgeschoss dient als Grablege der Grafen von Mansfeld. Neben dem Turm ist an die Langhausnordwand eine Eingangshalle angebaut, durch die die Kirche betreten werden kann. Ihm gegenüber schließt an die Südwand das Gebäude des Augustinerklosters St. Anna an, durch das der Zugang zur Fürstenempore möglich ist. Die Kirche ist seit der Mitte des 19. Jahrhunderts mit einem flachen Satteldach gedeckt, das an den beiden Chorschlüssen durch kleine Pyramidendächer ergänzt wird.

## Ausstattung
Die Kirchenausstattung enthält Elemente der Spätgotik, Nachgotik und der Renaissance.

### Ostchor

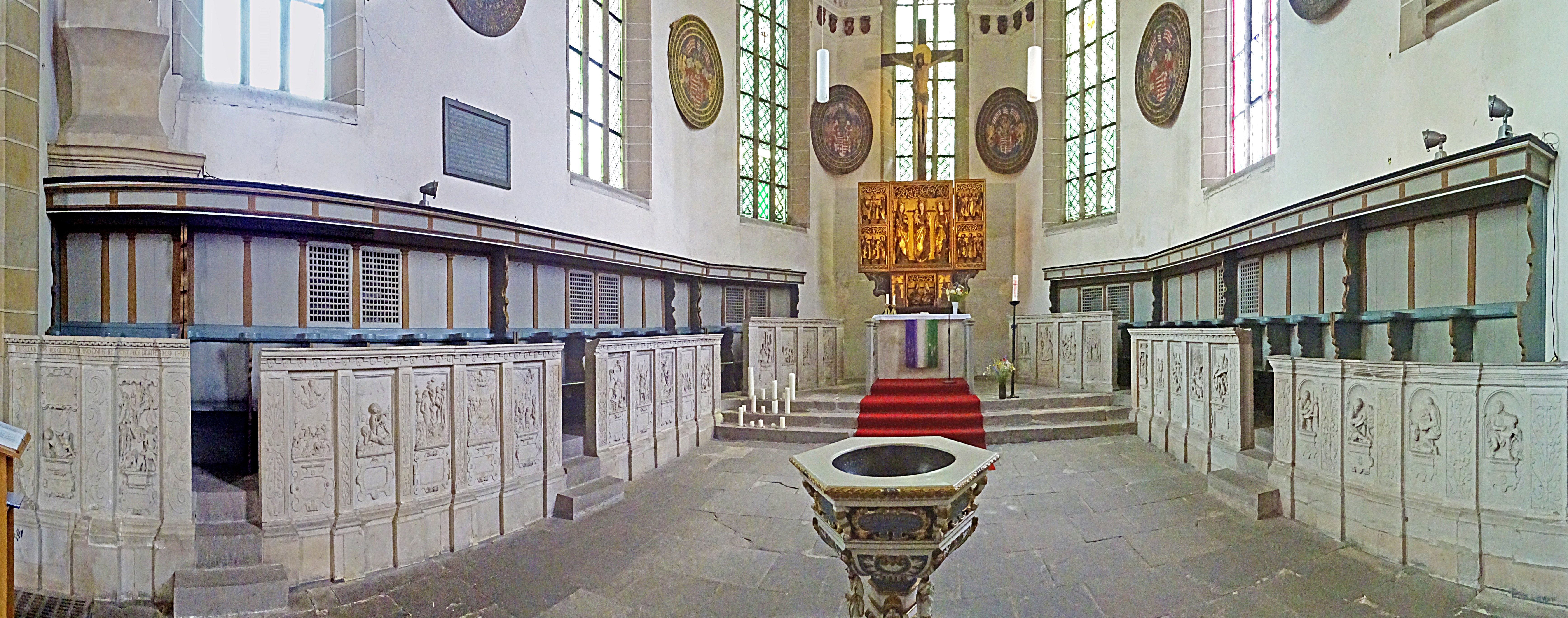
Ostchor mit Steinbilderbibel

Während der Chorraum in seiner äußeren Gestalt noch zur Gotik gehört, zeigt sein Netzgewölbe bereits in eindrucksvoller Weise den stilistischen Übergang von der Spätgotik zur Renaissance. Der Chor ist vom Langhaus durch einen spitzbogigen Triumphbogen getrennt. In der Mittelachse des Chores steht in Triumphbogennähe das sechseckige hölzerne Taufbecken von 1622, das auf Statuen der Apostel Petrus, Johannes und Jakobus ruht, und mit Schriftkartuschen und Ornamenten verziert ist.
An der Chornordwand ist neben dem Triumphbogen ein Obelisk von 1606 aufgestellt, der mit Vollwappenreliefs geschmückt ist, die den Stammbaum der Grafen von Mansfeld-Hinterort aus der Zeit von 1229 bis 1567 darstellen. Seine Fortsetzung findet der Stammbaum in einem Fries mit 32 Wappenschilden, der sich unterhalb des Gewölbeansatzes auf Renaissancegesimsen um den Chor herumzieht und von den sechs Fenstern in ebenso viele Abschnitte unterteilt wird. Unter jedem Friesabschnitt hängt ein großer runder Totenschild für einen Mansfelder Grafen, der im 16. oder 17. Jahrhundert in der Kirche bestattet wurde.

#### Chorgestühl
Einzigartig in Mitteldeutschland ist die mit Reliefs versehene Sandsteinbrüstung des Chorgestühls, die sogenannte Steinbilderbibel, die 1585 vom Bildhauer Hans Thon Uttendrup aus Münster im Auftrag von Gräfin Margareta von Mansfeld-Hinterort geschaffen wurde. Sie besteht aus drei Blöcken mit je fünf Feldern, drei Blöcken mit je vier und einem Block mit zwei Feldern. Von diesen 29 Relieffeldern zeigen 23 Motive aus dem Alten Testament. Stilistische Unterschiede lassen vermuten, dass die restlichen 6 Reliefs nicht von Uttendrup gefertigt wurden.
Die hochrechteckigen, ursprünglich farbig gefassten Reliefs sind 50 × 95 cm groß. Unterhalb von ihnen wurden Rollwerkkartuschen mit aufgemalten lateinischen Inschriften bei den 23 Motiven aus dem Alten Testament, und eingemeißelten deutschen Inschriften bei den übrigen 6 Motiven angebracht. Die farbige Fassung der Bildwerke und die gemalten Inschriften, die Interpretationen der dargestellten Bibelstellen enthielten, wurden bei der Instandsetzung der Kirche zwischen 1846 und 1856 abgelaugt. Die originale Rückwand des Chorgestühls wurde 1910 durch eine neue ersetzt.
Die Reihenfolge der Darstellungen beginnt vorne an der Chornordwand mit dem Block mit zwei Feldern und verläuft im Uhrzeigersinn bis zum Sakristeieingang an der Südwand. Das erste Relief zeigt den mit dem Tod konfrontierten Menschen (Adam), das zweite die Auferstehung Christi. Die letzten vier an der Südwand sind den vier Evangelisten gewidmet, die mit ihren Symbolen abgebildet sind. Zwischen diesen Blöcken sind alttestamentliche Szenen eingefügt, die alle einen typologischen Bezug zu Christus haben. Als Vorlage für sie benutzte Uttendrup Holzschnitte aus dem Buch von Virgil Solis: Biblische Figuren deß Alten Testaments / gantz künstlich gerissen. Franckfurt am Mayn 1562.
Die Bildfolge aus dem Alten Testament beginnt mit Szenen aus dem Buch Genesis: Auf die Erschaffung der Welt folgen die Erschaffung Evas, der Sündenfall, die Sintflut und Gottes Bundesschluss mit Noach. Die nächsten Bilder zeigen die Opferung Isaaks, Jakobs Kampf mit dem Engel, seinen Traum von der Himmelsleiter und den Untergang von Sodom und Gomorra. Nach dem Verkauf Josefs nach Ägypten ist er mit der Frau des Potifar zu sehen und deutet dann die Träume des Pharaos, indem er für Ägypten sieben fruchtbare Jahre, gefolgt von sieben Hungerjahren prophezeit. Zum Buch Exodus gehören folgende Motive: Durchzug durch das Rote Meer, die Speisung der Israeliten mit Wachteln und Manna, Aaron als Hohepriester, der Tanz um das goldene Kalb und die Erhöhung der ehernen Schlange. Dem Buch Josua ist die Darstellung der Eroberung von Jericho entnommen. Die restlichen Reliefs sind aus dem Buch der Richter: Jaël tötet Sisera, Gideon wählt Männer für den Krieg gegen die Midianiter aus, Simson kämpft gegen die Philister, trägt die Stadttore von Gaza weg und stirbt, indem er ein Haus zum Einsturz bringt und so auch die feiernden Fürsten der Philister mit in den Tod nimmt.

#### Marienaltar

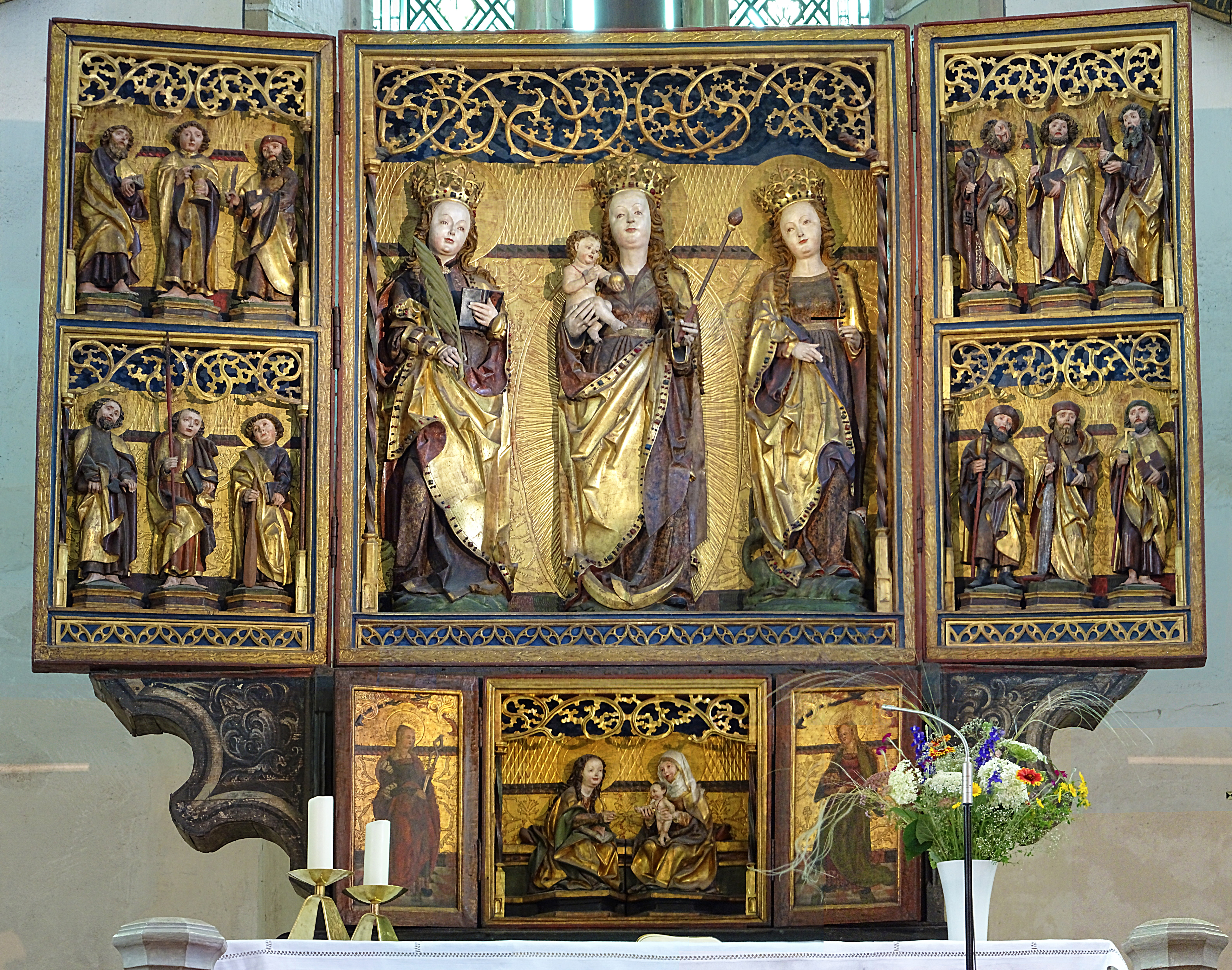
Geöffneter spätgotischer Flügelaltar

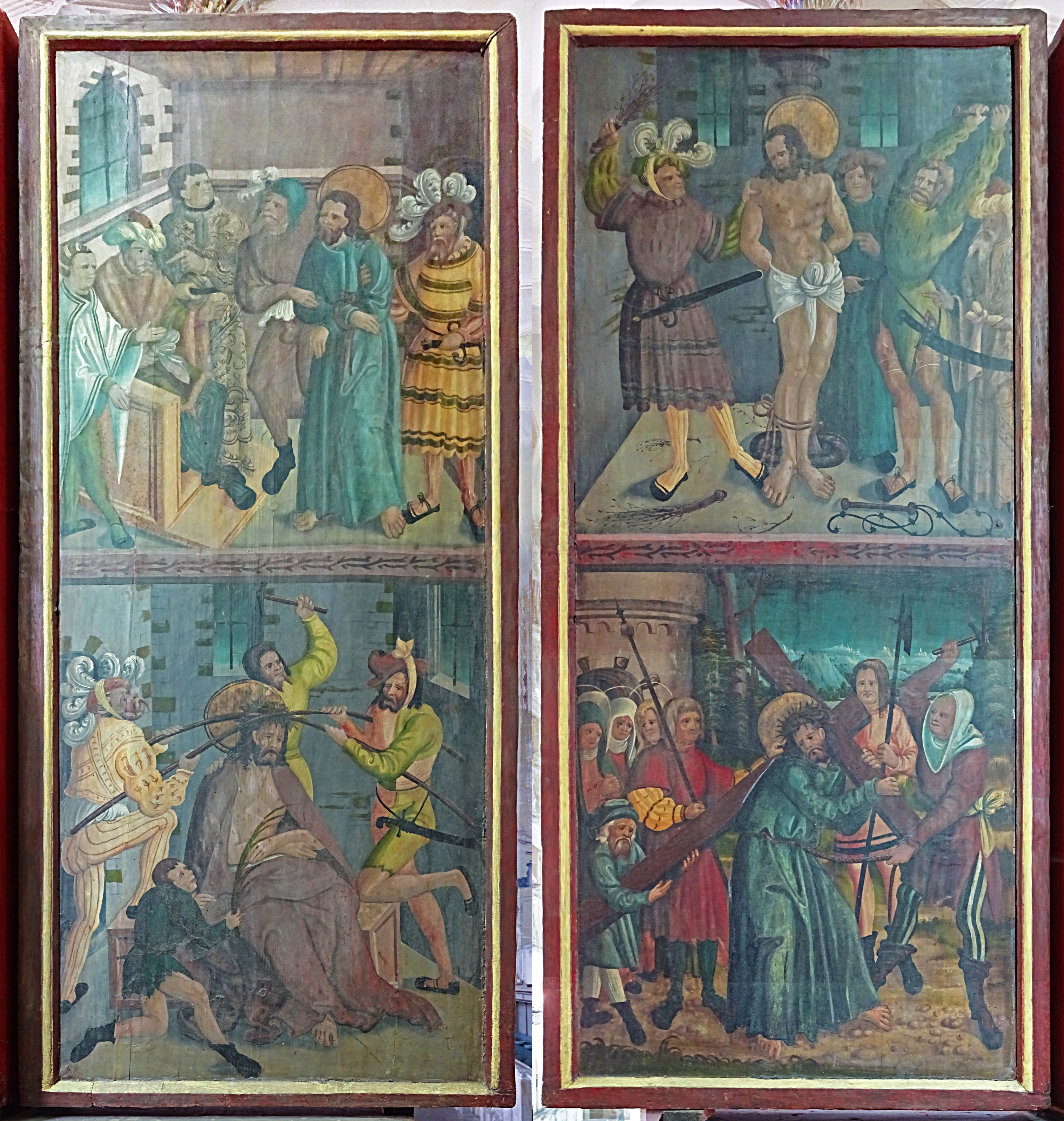
Das geschlossene Retabel

Der spätgotische Flügelaltar von 1510/15 ist ein Triptychon mit einem beweglichen Flügelpaar, das zwei Schauseiten ermöglicht. Das Altarretabel steht auf einer Predella, deren Mittelschrein ebenfalls mit einem Flügelpaar verschlossen werden kann, aber zusätzlich noch über ein Paar Standflügel verfügt. Ist das Retabel geschlossen, sind vier Gemälde aus der Passion Christi zu sehen: Christus vor Pilatus, Geißelung, Dornenkrönung und Kreuztragung Christi. Die vier bemalten Flügel der geschlossenen Predella zeigen die Heiligen Erasmus, Eustachius, Georg und Leodegar. Das geöffnete Retabel enthält Schnitzfiguren vor einem goldenen Hintergrund. Im Mittelschrein steht Maria als Mondsichelmadonna mit dem Jesuskind, flankiert von der heiligen Katharina von Alexandrien mit Palme auf einem Rad (links), und der heiligen Margarete auf einem Drachen (rechts). Auf den Flügeln sind in Dreiergruppen die 12 Apostel dargestellt. Im Mittelschrein der offenen Predella ist als Schnitzwerk die heilige Anna selbdritt eingefügt. Auf den Flügeln befinden sich Gemälde der Heiligen Apollonia von Alexandria mit Zange und Zahn (links) und Dorothea mit einem Körbchen mit Blumen (rechts). Der Altar wurde 1922 restauriert.
Hinter dem Marienaltar ragt vor dem Ostfenster ein spätgotisches Kruzifix in die Höhe, das ursprünglich ein Triumphkreuz war, und hier erst 1920 bei der Wiederaufstellung des Flügelaltars seinen Platz fand.

### Langhaus

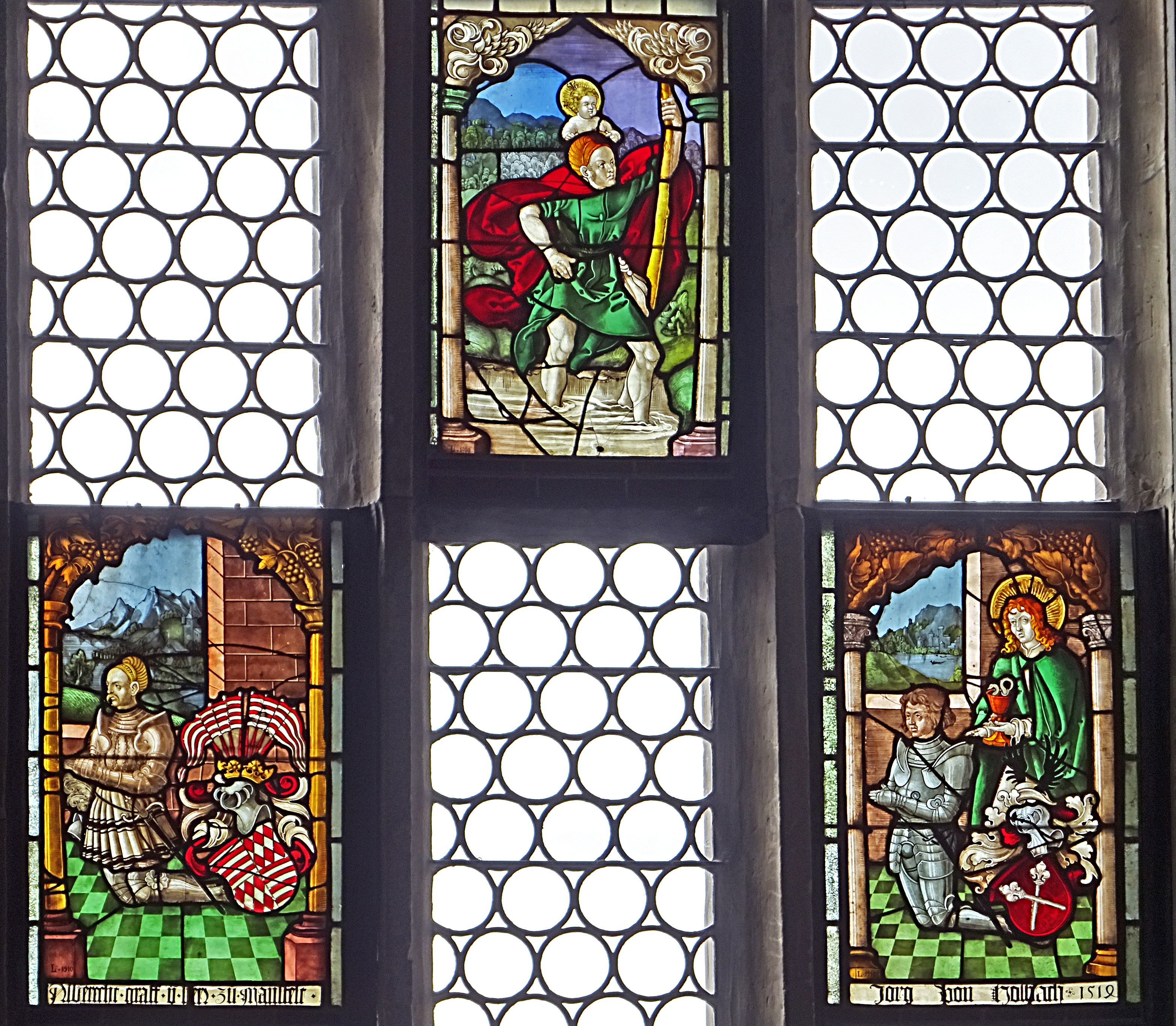
Glasmalerei von 1514

In zwei Fenstern der südlichen Langhauswand befinden sich sechs Glasmalereien von 1514, die aus dem Ostchor der Kirche stammen. Drei von ihnen enthalten Bilder und Wappen von Persönlichkeiten: Es sind die von Graf Albrecht IV., Caspar von Watzdorff und Jörg von Holbach, hinter dem der Apostel Johannes steht. Die übrigen zeigen Gottvater, den heiligen Christophorus und die Mater Dolorosa. Die Scheibe des Kirchengründers Graf Albrecht IV. hatte sich im zentralen Fenster des Ostchors befunden.
An der Ostwand des Schiffs hängt neben der Kanzel ein Gemälde, das Hans Krause im Auftrag der Gräfin Margareta 1569 geschaffen hat. Das zweiteilige, auf Holz gemalte Bild zeigt im unteren Teil die Familie des Grafen Johann I. von Mansfeld-Hinterort mit seinen beiden Frauen und ihren Kindern und darüber eine Darstellung des Jüngsten Gerichts. Christus erscheint über den Wolken vor einem Regenbogen, flankiert von den zwölf Aposteln. Aus der großen grauen Masse der Toten und Gerichteten sticht eine Person stark heraus: Ein Papst, bekleidet mit einem goldenen Prunkgewand und goldener Tiara, reitet auf einem vielköpfigen Drachen auf den Höllenschlund zu, was die antipäpstliche Einstellung besonders klar zum Ausdruck bringt. Graf Johann I. hingegen ist unter den Gerechten zu finden. Das Gemälde, das an die gräfliche Familie erinnert, hing ursprünglich auf der Fürstenempore.

#### Kassettendecke
Das Kirchenschiff ist mit einer kunstvoll gestalteten Kassettendecke aus der Renaissancezeit (1608) ausgestattet. Sie wurde vom Amtsschösser Joachim Tempel gestiftet. Die reich ornamentierte Decke trägt im großen Mittelfeld das Bild des dreieinigen Gottes mit dem Heiligen Geist als Taube. Die zwölf Felder, die das Bild umgeben, wurden 1852 neu bemalt. An den vier Ecken sind die vier Evangelisten dargestellt. Die Felder zwischen den Evangelisten wurden mit acht Apostelbildern versehen, unter denen sich auch Paulus befindet. Das Mittelfeld trägt die Umschrift: DEM DREY EINIGEN GOT ZV EHRN, / LAVTER VND REIN SEIN WORT ZV LERN / ON ALL ZVTHVN VND MENSCHEN TAND, / IST CANTZL, ZWEN MAN, VND WEIBERSTAND. / AVCH DIE DECK, VON IOACHIM TEMPEL / ERBAVT: ANDERN ZVM EXEMPEL / GOT DEM HERRN SEI GROS DANCK GESAGT, / DER GNAD DAZV VERLIHEN HAT.

#### Kanzel

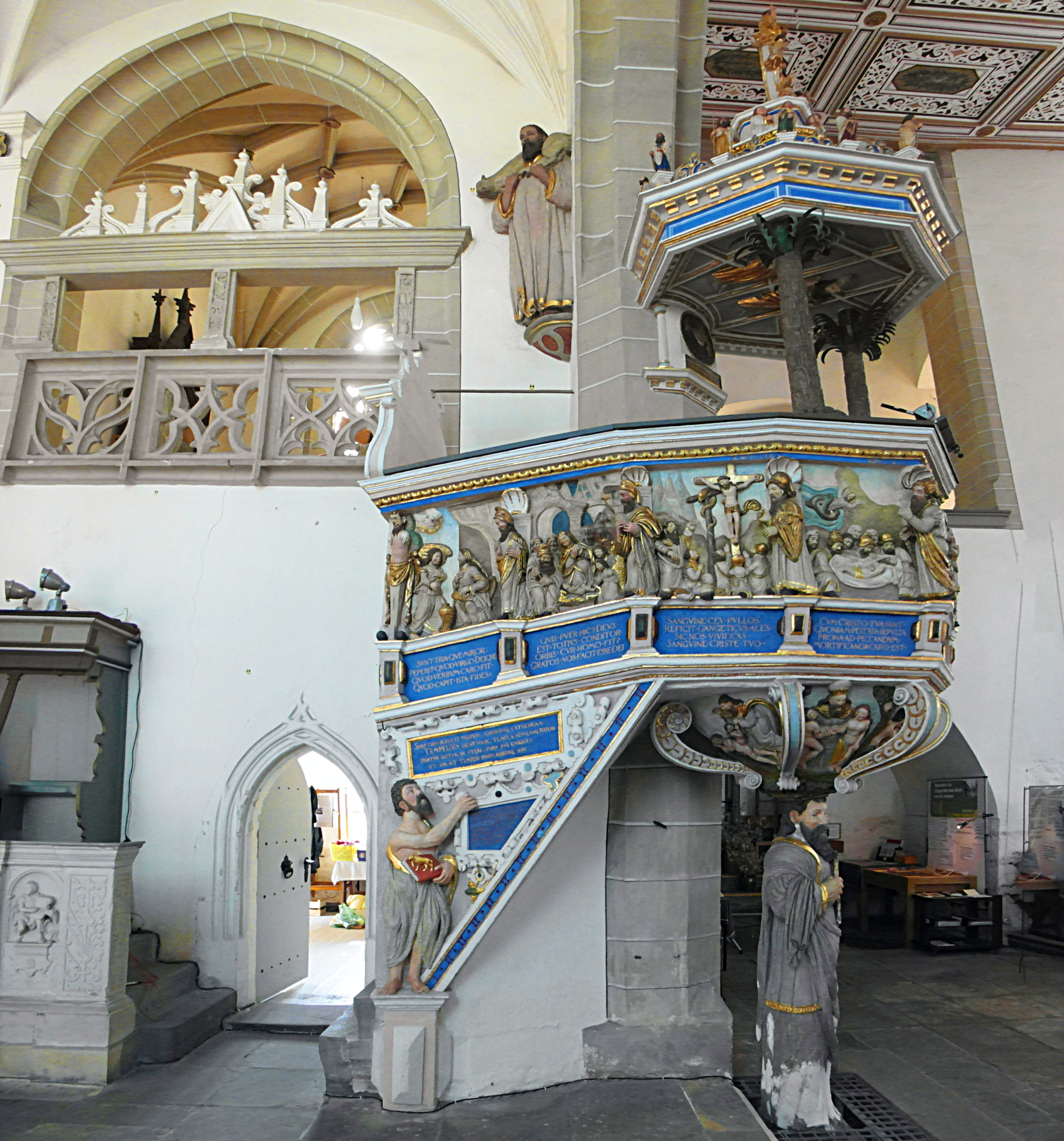
Kanzel von 1608 mit Blick zur Fürstenempore

Die Renaissance-Kanzel von 1608 ist an der rechten Seite des Triumphbogens angebracht. Sie besteht aus farbig gefasstem Kalkstuck und ruht auf einer Statue des Mose mit den Gesetzestafeln. Am Treppenaufgang ist ein Relief Johannes des Täufers. Über dem Haupt des Mose am Unterteil des Kanzelkorbes befinden sich fünf Reliefs aus dem Leben von Adam und Eva: die Erschaffung Evas, die Hochzeit von Adam und Eva im Paradies, der Sündenfall, die Strafrede Gottes vor Adam, Eva und der Schlange (Gen 3,9–19 ) und die Vertreibung aus dem Paradies. An der Brüstung des Korbes sind Szenen aus dem Leben Jesu mit typologischen Bezügen zum Alten Testament zu sehen. Die chronologische Reihenfolge beginnt links mit Mariä Verkündigung, gefolgt von der Geburt Christi. Danach ist gleich sein Tod dargestellt: Neben dem erhöhten Christus am Kreuz wird die Erhöhung der ehernen Schlange aus dem Buch Exodus gezeigt. Auch die Grablegung Christi wird von einem alttestamentlichen Motiv begleitet: Der Prophet Jona wird von einem Wal verschlungen. Auf die Grablegung folgen Auferstehung und Himmelfahrt Christi. Das letzte der sieben Reliefs ist dem Jüngsten Gericht gewidmet: Neben Christus auf dem Regenbogen knien Maria und Johannes der Täufer als Fürbitter, während in der unteren Hälfte des Bildwerks die Gerichteten vor den Eingängen zu Himmel und Hölle platziert sind. Lateinische Kommentare in goldener Schrift auf blauem Grund erläutern die sieben Darstellungen. Ein Reliefbild Martin Luthers schmückt die Rückwand der Kanzel. Zwei Säulen in Gestalt von Palmen, die 1721 geschaffen wurden, tragen den figurenreichen Schalldeckel, an dessen Unterseite Christus zur Rechten Gottvaters zu sehen ist. Auf dreizehn Postamenten stehen Apostel am Rand des Schalldeckels. Der zweistufige polygonale Aufbau in der Mitte bildet die Basis für die Figurengruppe der Verklärung Christi: Christus wird von Mose und Elija flankiert; die Apostel Petrus, Jakobus der Ältere und Johannes schauen zu ihnen hinauf. Der auferstandene Christus mit der Siegesfahne bildet den krönenden Abschluss. Auch die Kanzel wurde von Joachim Tempel gestiftet, sein Stifterwappen findet man über der Kanzel-Tür. Unterhalb des Wappens illustrieren zwei Reliefs das Gleichnis vom Guten Hirten (Joh 10,1-21 ), der vor dem Wolf nicht flieht, sondern seine Schafe schützt. Passend dazu steht im Winkel zwischen Triumphbogen und Chorwand in Höhe des Schalldeckels Christus als Guter Hirte auf einer Konsole.

Reliefs und Statuen an der Kanzel
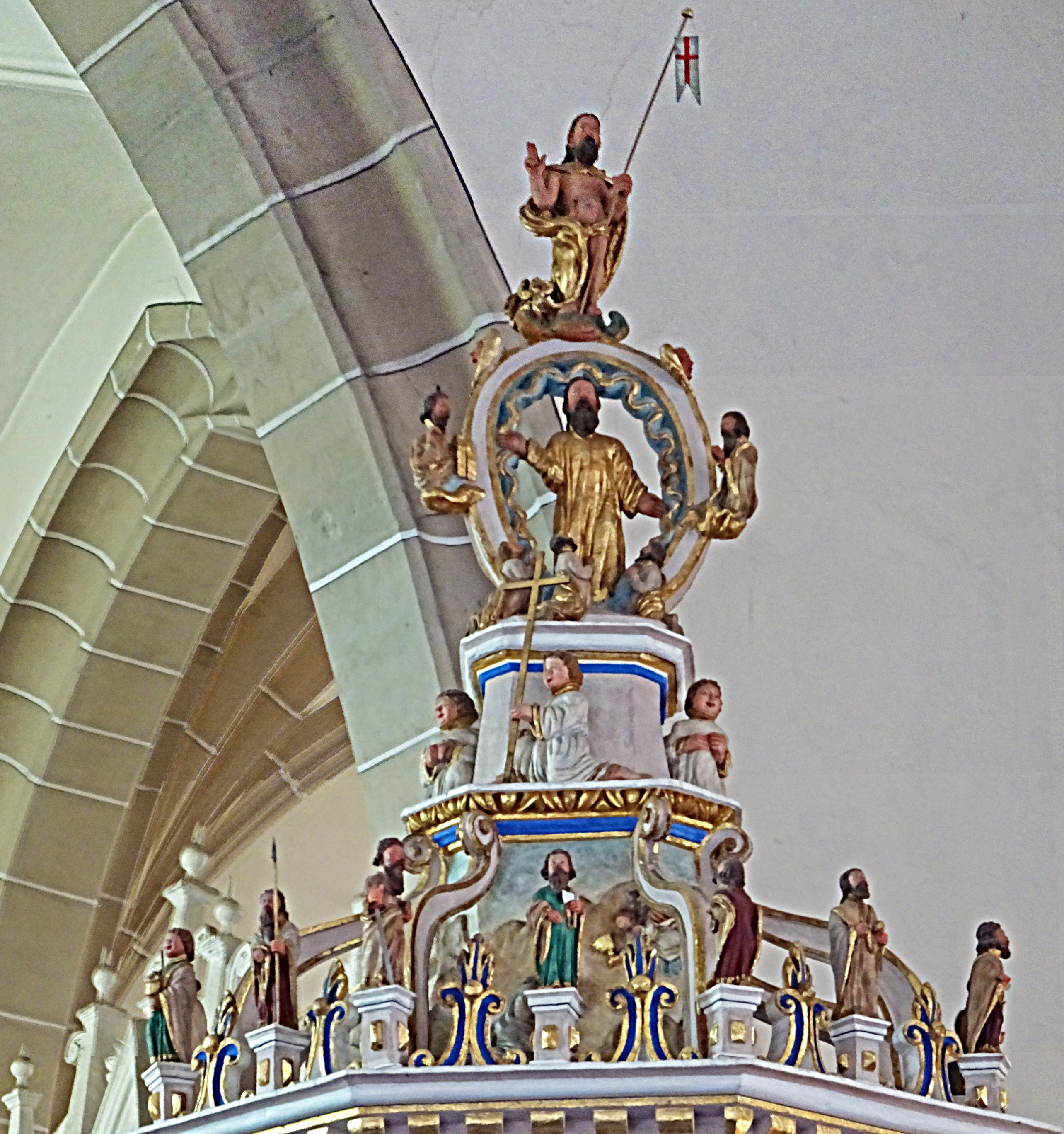
Apostel, Verklärung Christi, Auferstandener
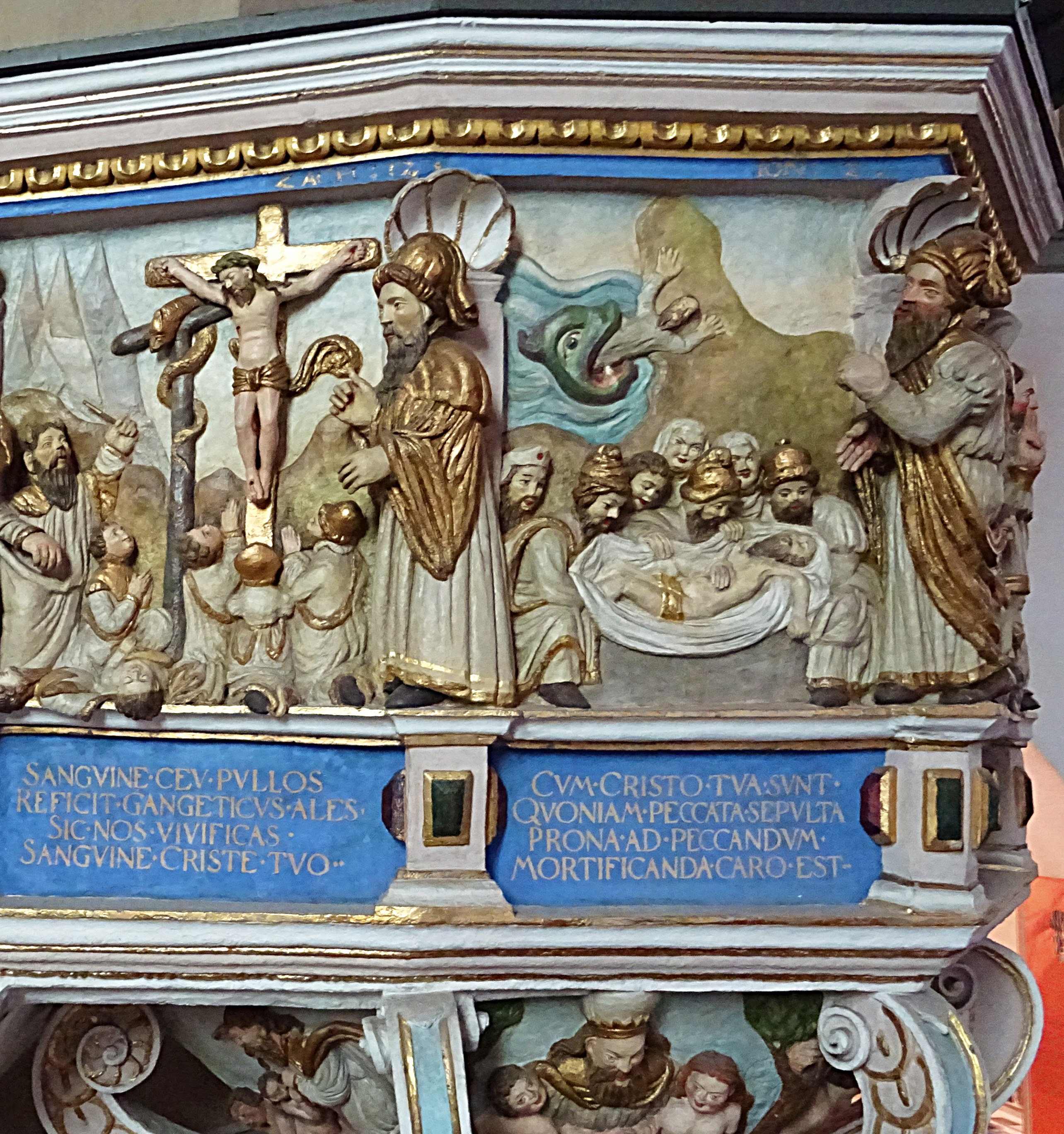
Jesu Tod am Kreuz und Grablegung
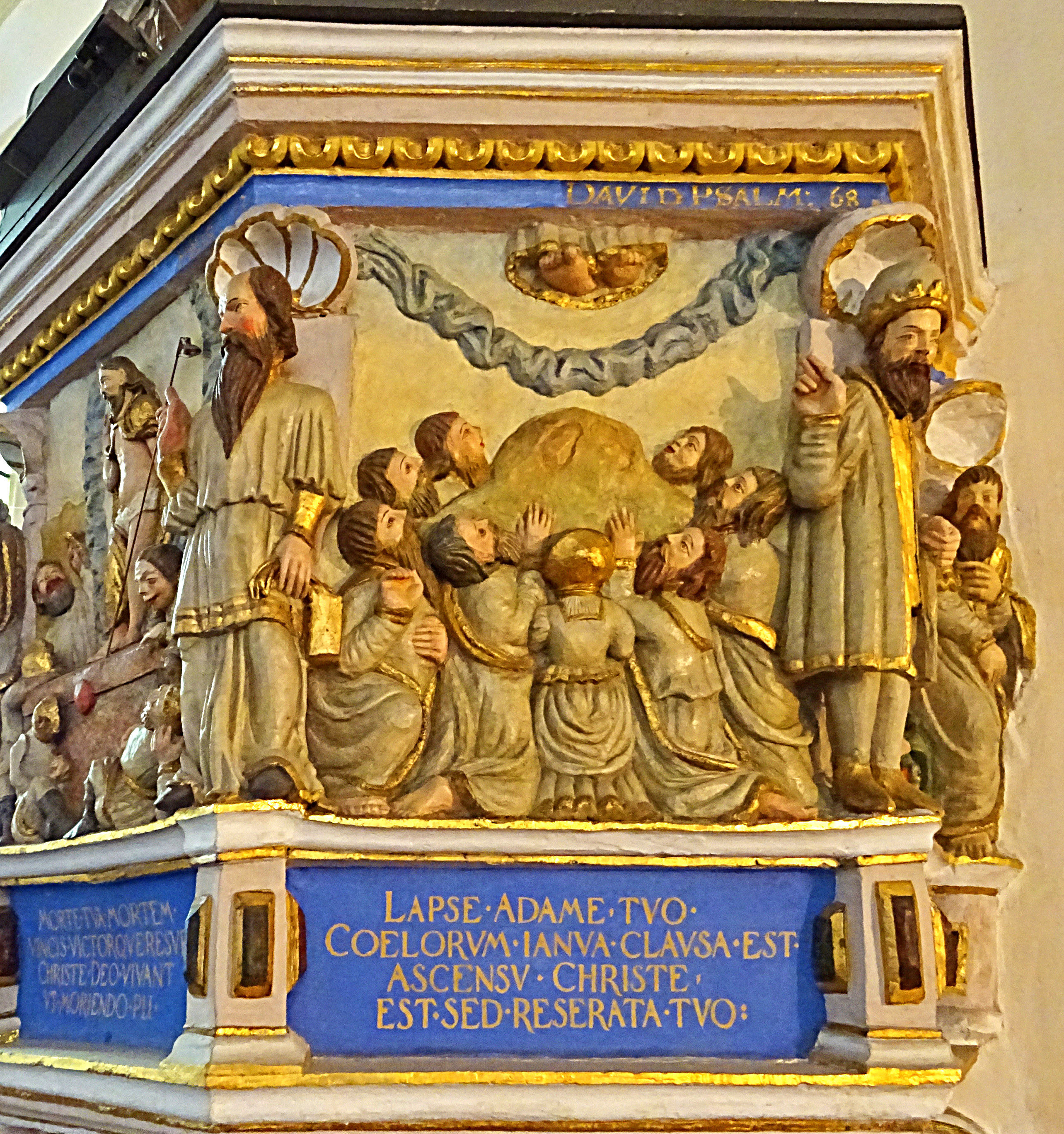
Christi Himmelfahrt
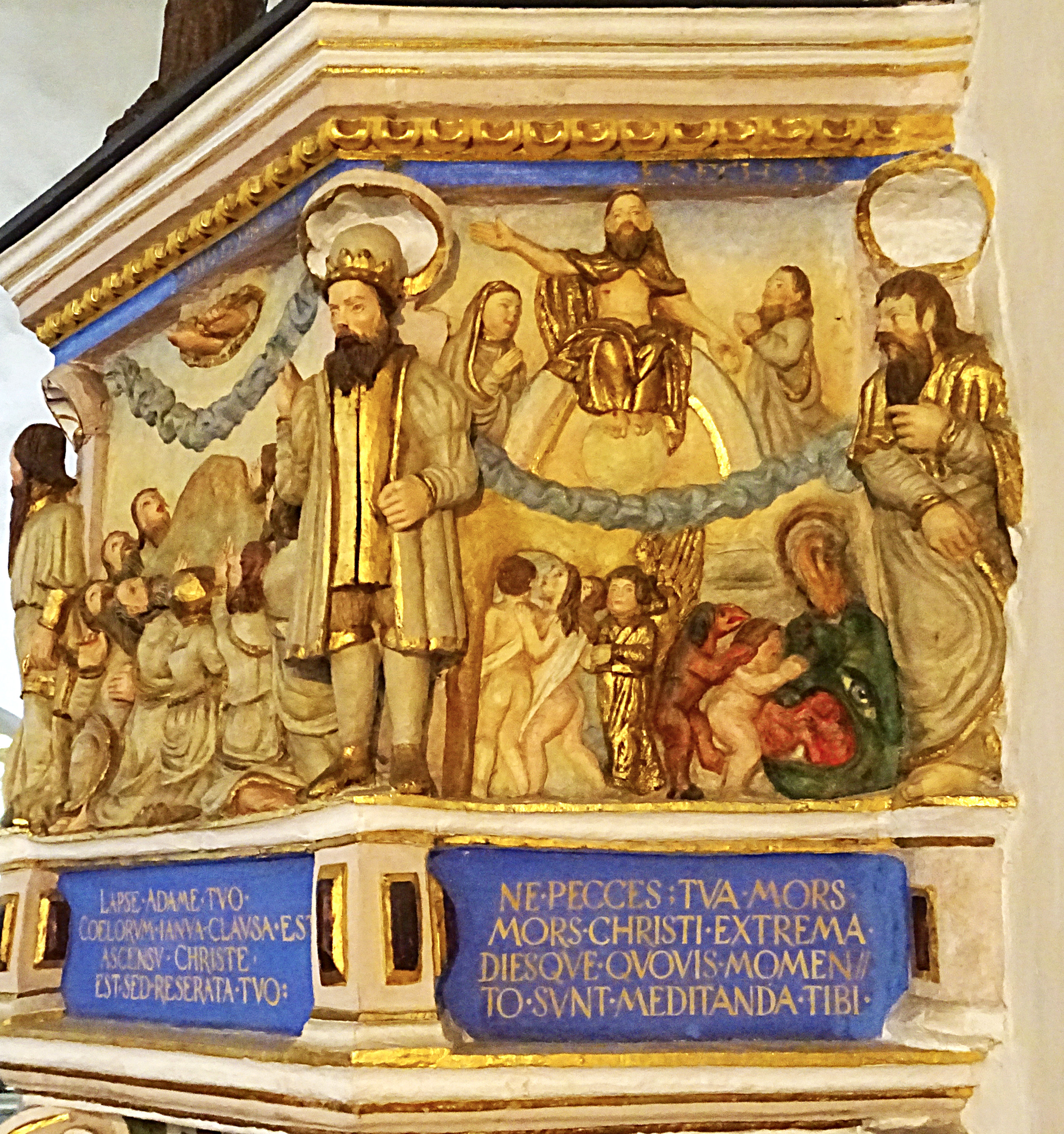
Jüngstes Gericht
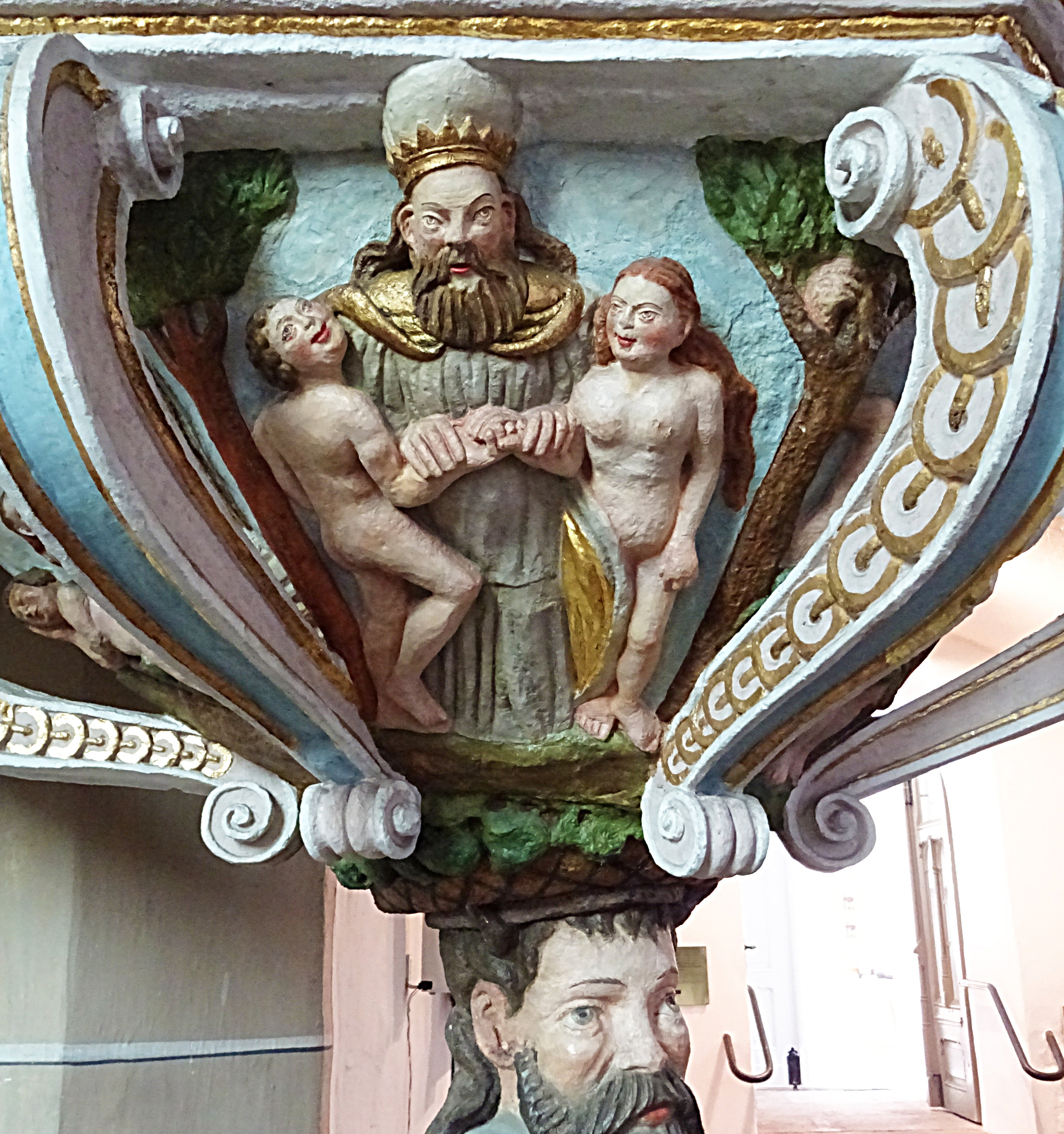
Hochzeit von Adam und Eva im Paradies
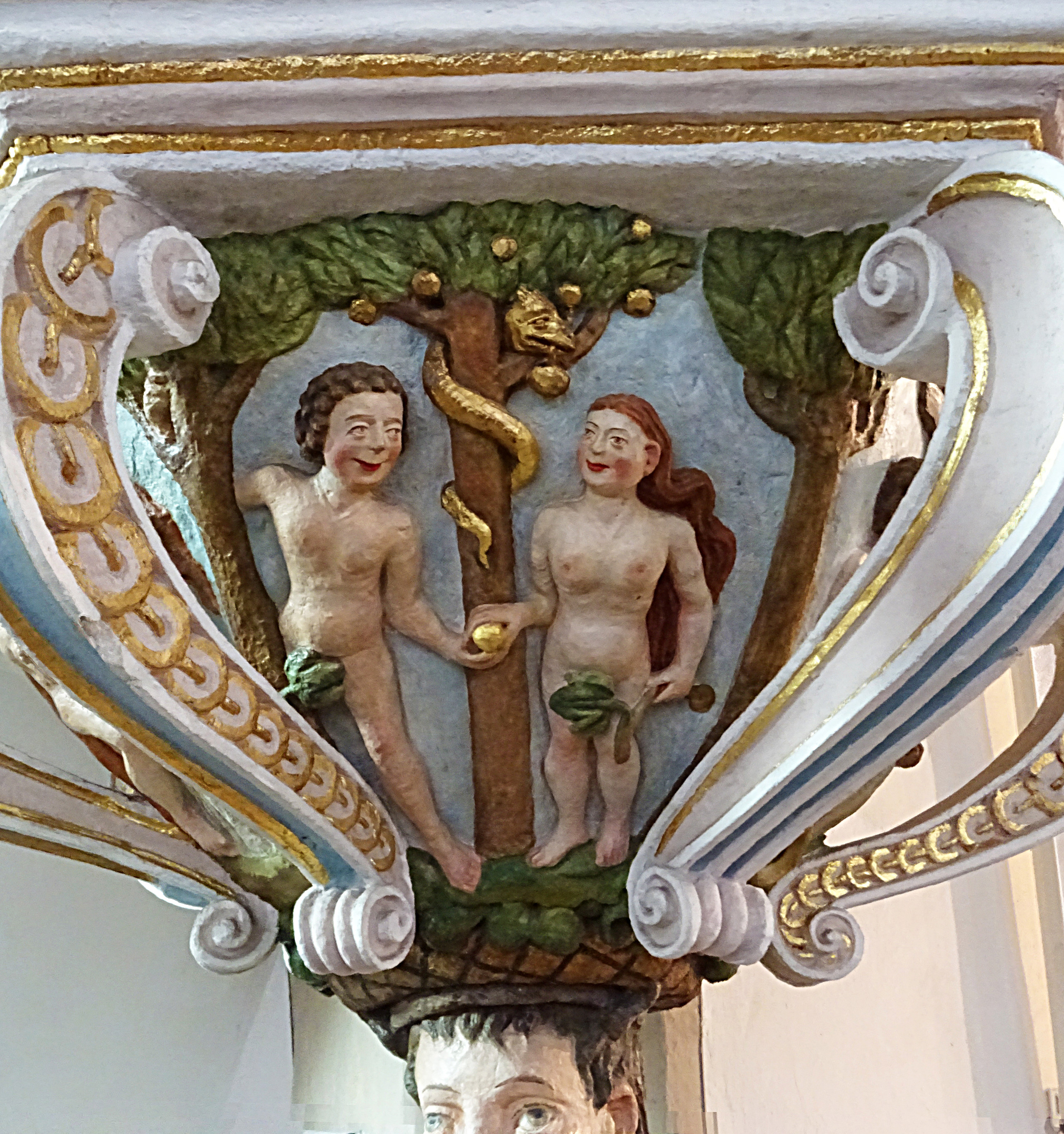
Sündenfall

### Westchor
Der Westchor mit Sternengewölbe ist als Grabkapelle gestaltet und enthält die Epitaphe der Gräfin Dorothea von Mansfeld-Hinterort (1528–1558) an der Süd- und der Gräfin Margareta von Mansfeld-Hinterort (1534–1596) an der Nordwand des Chores, beide in Seitenansicht mit gefalteten Händen dargestellt. Beide Epitaphe sind streng symmetrisch einander zugeordnet. Auf dem mittleren Chorfenster, 1854 von Augsburger Bürgern gestiftet, ist die Taufe Jesu mit Johannes dem Täufer und Elija dargestellt. Unter der Grabkapelle befindet sich eine kleine vermauerte Gruft. Der Chor ist vom Langhaus durch ein schmiedeeisernes Renaissancegitter getrennt.

## Orgel

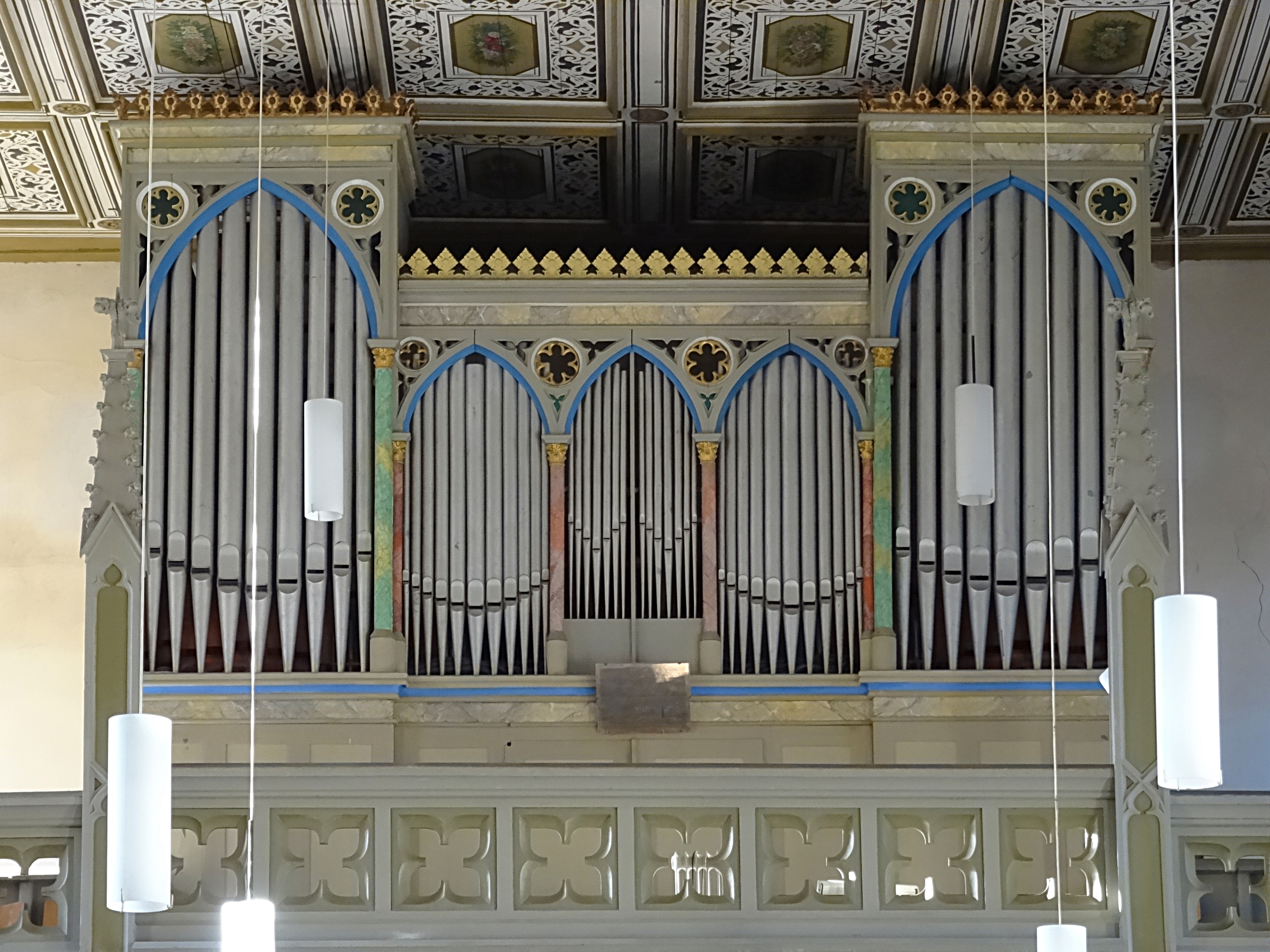
Prospekt der Voigt-Orgel

Die mechanische Orgel von Christian Friedrich Voigt von 1852 hat 22 Register auf zwei Manualen und Pedal. Sie wurde im Westen des Langhauses auf der neugotischen Empore aufgestellt und 1975 erneuert. Seit dem 16. Jahrhundert hatte sie bereits mehrere Vorläufer.